# Wbadmin
wbadmin est une instruction en ligne de commandes Windows permettant de sauvegarder et restaurer le système d'exploitation, les volumes, les fichiers, les dossiers et les applications à partir d'une invite de commande. La commande est disponible sur la plupart des variantes de Windows à partir de Windows Vista.
Les différents paramètres et sous-commandes de cette commande nécessitent différentes permissions :
- le rôle d'administrateur pour planifier des sauvegardes ;
- le rôle d'opérateur de sauvegarde ou administrateur pour toutes les autres commandes.

## Sous-commandes et paramètres
La commande wbadmin prend plusieurs sous-commandes qui prennent plusieurs paramètres :
| Sous-commande          | Description                                   |
| ---------------------- | --------------------------------------------- |
| wbadmin enable backup  | Configure et permet une sauvegarde planifiée. |
| wbadmin disable backup | Désactive vos sauvegardes quotidiennes.       |
| wbadmin start backup   | Exécute une sauvegarde unique.                |